# Megisto rubricata
Megisto ubricata
Espèce
Megisto rubricata est une espèce d'insectes lépidoptères (papillons) appartenant à la famille des Nymphalidae, à la sous-famille des Satyrinae et au genre Megisto.

## Dénomination
Il a été nommé Megisto rubricata par William Henry Edwards en  1871.
Synonymes : Euptychia rubricata Edwards, 1871; Cissia rubricata ; Dyar, 1903.

### Nom vernaculaire
Megisto ubricata se nomme Red Satyr en anglais.

### Sous-espèces
- Megisto rubricata rubricata présent au Texas.
- Megisto rubricata anabelae Miller, 1976 ; présent au Mexique.
- Megisto rubricata cheneyorum (Chermock, 1949) présent en Arizona.
- Megisto rubricata pseudocleophes Miller, 1976 ; présent au Mexique.
- Megisto rubricata smithorum (Wind, 1946) présent au Texas.

## Description
Ce papillon de taille moyenne (d'une envergure variant de 35 à 48 mm) présente un dessus de couleur marron avec à chaque aile une large plage rouge orangée et un  gros ocelle marron foncé cerclé de clair et doublement pupillés.
Le revers présente la même ornementation aux antérieures et des postérieures marron uni avec deux ocelles foncés cerclé de clair et doublement pupillés comme l'ocelle des antérieures.

## Biologie

### Période de vol et hivernation
Il hiverne au stade de chenille.
L'imago vole en plusieurs générations du début du printemps aux premiers froids.

### Plantes hôtes
Les plantes hôte de sa chenille sont Cynodon dactylon et Stenotaphrum secundatum.

## Écologie et distribution
Il est présent en Amérique du Nord dans le sud des États-Unis en Arizona, au Dakota du Sud, en Oklahoma, au Missouri et au Texas. Il est aussi présent au Mexique et au Guatemala,.

### Biotope
Il réside dans des zones broussailleuses les landes à genévrier et boisées de pins.

### Protection
Pas de statut de protection particulier.